# Orgue de tribune de la cathédrale Saint-Pierre de Beauvais
L'orgue de tribune de la cathédrale Saint-Pierre de Beauvais est situé contre la cloison fermant la nef à l'ouest, à l'intérieur de la cathédrale Saint-Pierre, à Beauvais, dans le département de l'Oise.
Victime des bombardements de juin 1940, lors de la Seconde Guerre mondiale l'orgue fut reconstruit : tribune, instrument et buffet, de 1970 à 1979.

## Histoire

### Origine
Le 8 juillet 1530, l'assemblée du chapitre cathédral décida, de remplacer les anciennes orgues par de nouvelles. La construction de l'instrument fut confiée à deux facteurs lyonnais, les frères Alexandre et François des Oliviers. Celle du buffet d'orgue à deux Beauvaisiens, le peintre Scipion Hardouin et un sculpteur non identifié. En septembre 1532, l'orgue fut installé dans la chapelle des fonts baptismaux.
La construction du transept étant en cours, l'orgue fut endommagé, en août 1540, par la chute de matériaux et il fallut le réparer, ce fut François des Oliviers qui fut chargé de cette tâche.
Nous ne connaissons pas la composition de l'instrument, des registres capitulaires ayant été malheureusement détruits lors des bombardements de juin 1940.

### Reconstruction de l'orgue au XIXe siècle
Pendant la Révolution française, les commissaires du district de Beauvais décidèrent la conservation de l'instrument qui pourrait être utilisé lors des fêtes nationales.
En 1823, l'horloger Gorin, chargé de l'entretien de l'orgue, signala son état de délabrement avancé. Après hésitation, le conseil de fabrique confia à M. Delille la réparation de l'instrument mais une fois celui-ci démonté, le facteur constata que l'état des tuyaux et des pièces était tel, qu'il n'était pas en mesure de réaliser les travaux.
En 1825, Cosyn, facteur d'orgues de l'École royale de musique à Paris, à qui avait été confié la reconstruction de l'orgue, proposa de le déplacer contre la cloison qui ferme la nef. Ce déplacement fut refusé car jugé trop onéreux.
En 1828, on résolut d'effectuer les travaux à l'économie : une nouvelle tribune fut construite ainsi qu'un nouveau buffet. La réception des travaux eut lieu le 24 septembre 1829.
Le 10 avril 1866, une nouvelle soufflerie à plis compressés et à pression constante fut installée et un relevage de l'orgue fut effectué.

### Destruction et reconstruction de l'orgue au XXe siècle
Au cours des bombardements des 6, 7 et 8 juin 1940 qui dévastèrent Beauvais, le souffle d'une bombe tombée sur la cathédrale disloqua complètement les orgues. L'instrument resta en l'état pendant plus de trente ans. En 1942, on constata qu'une grande partie des tuyaux en étain du positif avait disparu.
En 1945, l'archiprêtre de la cathédrale, Tesson, reprenant le projet de 1826, demanda à la Commission des beaux-arts le transfert de l'orgue au fond de la cathédrale. En 1959, la Commission annonça que les travaux devaient commencer incessamment.
En 1966 naquit l'Association des Amis des grands orgues de la cathédrale de Beauvais pour activer la restauration des orgues.
En décembre 1970, le Ministère des Affaires culturelles annonça la restauration de l'orgue de Beauvais en 1971. Acquiescent au souhait précédemment émis, il fut décidé que l'emplacement du nouvel orgue serait contre la cloison ouest fermant la première travée de la nef.
En novembre 1970, le démontage et l'inventaire de ce qu'il restait de l'ancien orgue commença sous la direction de Georges Danion, facteur d'orgue à Rambervillers, dans les Vosges.
En avril 1978, après que la tribune eût été terminée, l'orgue fut monté sur place puis harmonisé. L'instrument fut doté de soixante-dix-sept jeux, en réutilisant les jeux de l'ancien orgue qui pouvaient l'être et fut équipé d'une traction mécanique. L'instrument fut habillé d'un buffet en chêne. L'ut 32' mesure 11,7 mètres (38,4 pieds) avec un diamètre de 40 centimètres (1,3 pied).
L'inauguration de l'orgue eut lieu le dimanche 20 mai 1979 par Pierre Cochereau accompagné par deux cents choristes.
Cet orgue, l'un des dix plus grands de France, le seul à montrer une façade d'étain descendant réellement à l'ut de 32 pieds, possède le plus grand buffet d'orgue jamais construit en France depuis celui de l'église Saint-Sulpice de Paris.

## Caractéristiques de l'orgue
L'instrument est réparti en deux buffets, le grand corps et le positif dorsal. La façade du Positif s'articule autour de trois tourelles encadrant deux larges plates-faces. Le grand corps présente une structure plus complexe. Au premier niveau, la façade du Grand-Orgue est composée de deux tourelles et d'une grande plate-face. Un peu en arrière et légèrement surélevée, la façade de Pédale encadre la façade du Grand Orgue de deux petites plates-faces et deux grandes tourelles. Au centre, derrière le Grand-Orgue, apparaît la boîte du Récit surmontée de la tuyauterie de Bombarde disposée en mitre, laissant voir une partie de la rosace. Le Positif mesure 3,60 m de largeur à l'avant, 1,50 m de profondeur pour une hauteur totale d'environ 15 mètres.
L'orgue possède 77 jeux et environ 5 500 tuyaux dont les plus longs mesurent 11,70 m, avec un diamètre de 40 cm.

## Composition de l'orgue
L'orgue est doté de quatre claviers et d'un pédalier à traction mécanique. La traction des jeux est électrique.
- Console : 4 claviers de 56 notes et pédalier de 32 notes en fenêtre munie de volets.
- Tirants de jeux par boutons en ivoirine.
- Commande des accouplements, tirasses et annulations anches par dominos en fronton doublées par des champignons au-dessus du pédalier.
- Appels des combinaisons par poussoirs sous le premier clavier.
- Transmissions : mécaniques à rubans d'acier pour les notes, électriques pour les jeux[6].

| I. Positif | II. Grand-Orgue | III. Récit expressif | IV. Bombarde                                                                   | V. Pédale |
| --- | --- | --- | ------------------------------------------------------------------------------ | --- |
| Montre 8 Bourdon 8 Flûte 8 Gambe 8 Prestant 4 Flûte 4 Nasard 2 2/3 Doublette 2 Tierce 1 3/5 Larigot 1 1/3 Piccolo 1 Cornet 5 rangs (ut3) Fourniture 3 rangs Cymbale 2 rangs Trompette 8 Basson 8 Cromorne 8 Clairon 4 | Montre 16 Bourdon 16 Montre 8 Bourdon 8 Flûte 8 Gambe 8 Gros Nasard 5 1/3 Prestant 4 Flûte 4 Grosse Tierce 3 1/5 Nasard 2 2/3 Doublette 2 Quarte 2 Tierce 1 3/5 Grand Cornet 5 rangs Grande Fourniture 3 rangs Fourniture 5 rangs Cymbale 4 rangs 1e Trompette 8 2e Trompette 8 Clairon 4 | Principal 8 Bourdon 8 Quintadène 8 Flûte harmonique 8 Salicional 8 Voix céleste 8 Principal 4 Flûte douce 4 Doublette 2 Plein-Jeu 5 rangs Cymbale 4 rangs Bombarde 16 Cor anglais 16 Trompette 8 Hautbois 8 Voix humaine 8 Clairon 4 | Grand Cornet 5 rangs Bombarde 16 Trompette de Bombarde 8 Clairon de Bombarde 4 | Principal 32 Soubasse 32 Contrebasse 16 Bourdon 16 Flûte 16 Principal 8 Flûte 8 Bourdon 8 Principal 4 Flûte 4 Quinte 2 2/3 Flûte 2 Fourniture 6 rangs Bombarde 16 Trompette 8 Dermogloste 8 Clairon 4 |

Accouplements Positif/GO, Récit/GO, Bombarde/GO, Récit/Positif. Tirasses Positif, GO, Récit, Bombarde. Annulation anches Positif, GO, Récit, Pédale. Tutti Plein-Jeu, Tutti Général. Crescendo, combinateur électronique Laukhuff avec séquenceur.

## Organiste titulaire
- Jean Galard